# São José do Brejo do Cruz
São José do Brejo do Cruz là một đô thị thuộc bang Paraíba, Brasil. Đô thị này có diện tích 253,017 km², dân số năm 2007 là 1550 người, mật độ 6,1 người/km².